# Apycnetron brevithorax
Apycnetron brevithorax är en stekelart som beskrevs av Boucek 1988. Apycnetron brevithorax ingår i släktet Apycnetron och familjen puppglanssteklar.
Artens utbredningsområde är Papua Nya Guinea. Inga underarter finns listade.